# Airbus A330
Airbus A330 (фр.: [ɛʁbys] ( прослухати), укр. Ерб́юс, англ.: [ˈɛərbʌs] — укр. Ейрб́ас) — широкофюзеляжний пасажирський літак компанії Airbus, призначений для польотів на середні та дальні дистанції, оснащений двома турбовентиляторними двигунами. Перший політ A330 відбувся 2 листопада 1992 року у версії A330-300.
Станом на 30 червня 2006 року було замовлено 574 Airbus A330, 420 літаків були вироблені. Розподіл за модифікаціями моделі наступний: 322 (227 поставлено) літаків A330-200 та 252 (191 поставлено) — A330-300. Моделі A340-300 та A330-300 різняться лише кількістю двигунів (два для A330, чотири для A340). Всі варіанти A330 комплектуються двигунами Pratt & Whitney, Rolls-Royce або General Electric. Найновішою моделлю є A330-300X, яка за багатьма параметрами (наприклад дальністю польоту) є покращеною версією A330-300.

## Історія

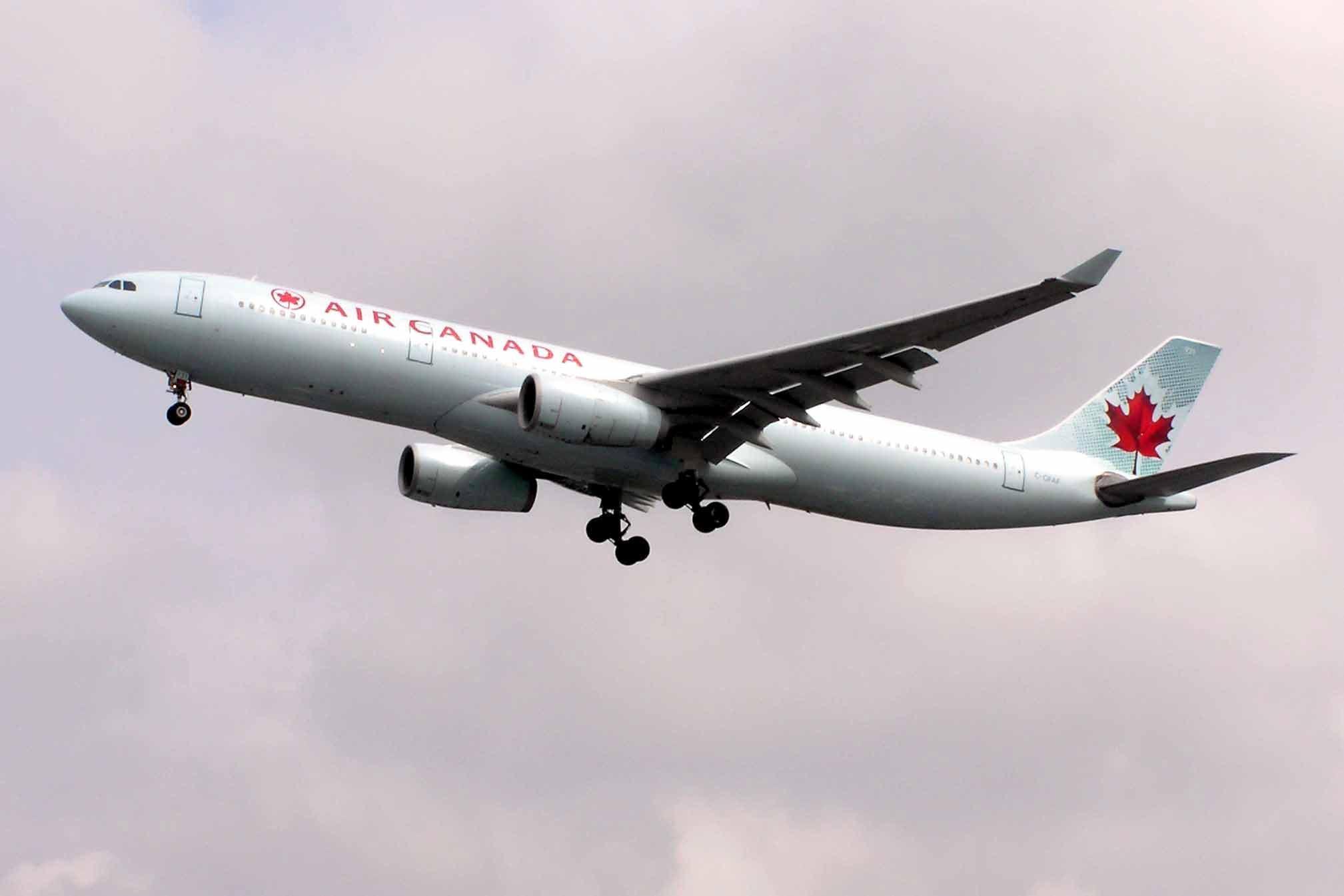
Airbus A330-300 авіакомпанії Air Canada

В 1972 році консорціум Airbus розпочав проєктування широкофюзеляжного літака А300 В9, що являв собою подовжений варіант А300 В2 на 322 місця. У 1973 році ситуація на світовому ринку виявила потребу в більш місткому літаку, і консорціум розробив проєкт А300 В11 з чотирма ТРДД. 1980 року проєкт відповідно отримав позначення ТА9 ТА — twin aisle — «широкофюзеляжний»). У січні 1986 року проєкту ТА9 було надано позначення А330. Хоча офіційно програма літака почалася в червні 1987 року.
Програма розробки літаків для авіаліній великої дальності A330/A340 була розпочата, щоб потіснити Боїнг з домінуючих позицій на ринку пасажирських літаків. Спочатку плановані версії 200 та 300 були практично ідентичними: обидві моделі були з однаковими крилами, фюзеляжами, керуванням; вони відрізнялися лише кількістю двигунів. Таке рішення дало змогу, з одного боку, зменшити витрати на розробку літака, а з іншого, спростило та зменшило витрати авіакомпаній на експлуатацію та технічне обслуговування літаків. Як основа для розробки був взятий корпус Airbus A300, який подовжили. Кабіна екіпажу була зроблена схожою на кабіну A320. Таким чином, отриманий літак був сумішшю з технічних нововведень серії A320 з фюзеляжем від A300/A310.
Перше представлення літака відбулося 14 жовтня 1992 року. Менше ніж через місяць, 2 листопада 1992, A330 у варіанті «300» вперше піднявся в повітря. Третій прототип був зроблений вже з внутрішнім оздобленням та пофарбований у кольори першого замовника — Air Inter — і був використаний як зразок для здачі льотних випробувань. У серпні 1993 року пройшли випробування ETOPS, під час яких A330 протягом 6 годин летів над північною Атлантикою з одним працюючим двигуном. Тестові польоти були закінчені в грудні 1994 року після успішного проведення всіх тестів.

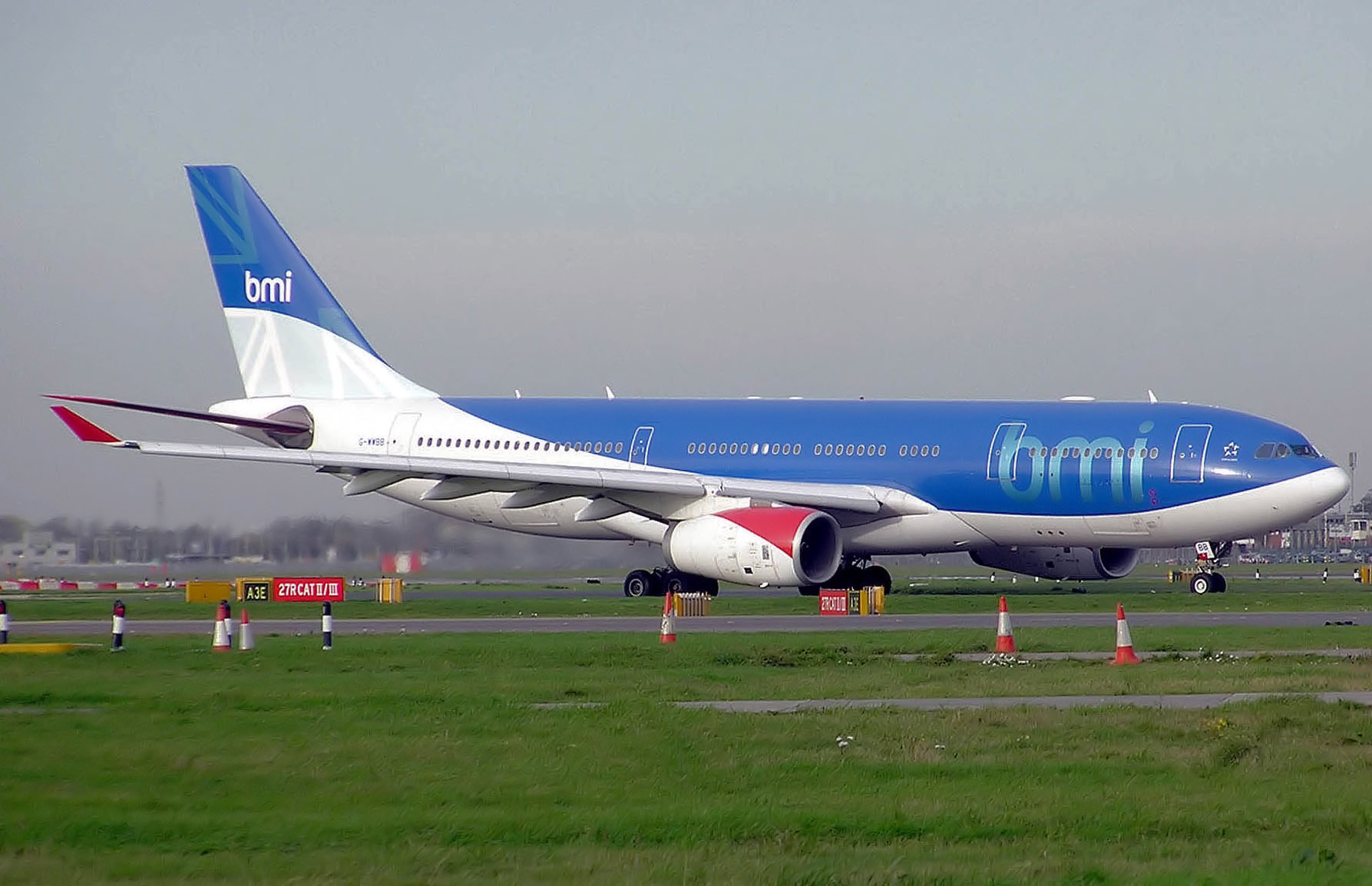
Airbus A330-200 авіакомпанії bmi

Виробництво укороченого варіанту 200 була затверджене в листопаді 1995 року. А 13 серпня 1997 року цей варіант зробив свій перший політ. 29 квітня 1998 року літак передали замовнику — ILFC та його партнеру по лізингу — Canada 3000.
Airbus планував розробити на базі A330 літак A350 шляхом заміни крил, двигунів та модернізації носової частини. Однак проєкт зазнав гострої критики з боку основних замовників, і 17 липня 2006 року на авіасалоні у Фарнборо Airbus представив принципово новий проєкт A350 XWB.

## Обслуговування
У різних частинах літака Airbus A330 знаходить застосування так званий принцип взаємозамінності. Це означає, що системи різних типів літаків однакові, що, таким чином, дає змогу економити кошти.
- A330 близький родич Airbus A340. Несучі поверхні у чотиримоторного A340, який розроблявся для дальніх та наддальніх польотів, на ділянці зовнішніх двигунів не посилені. Інші характеристики, за винятком незначних деталей, в обох моделей ідентичні.[4]
- Електроніка керування A330 однакова з A340 та A320.[4]
- Кабіна керування однакова для A320 і A330. Кабіна керування A380 та A350 зроблена на основі серії A330. Завдяки цьому навчання пілотів для цих моделей відбувається за схожими програмами.[5]

## Варіанти

### Цивільні

#### A330-100
Перша модель, Airbus A330-100, виявилася невдалою. Вона створювалася як заміна Аеробус A310 та Airbus A300. Ця версія повинна була мати укорочений корпус, але ту саму пасажиромісткість, що й попередні моделі. Було заплановано, що фюзеляж A330 буде скомбінований з крилами від A300-600; пізніше були використані крила від A330, щоб деталі були взаємозамінними з лінійкою A330. Передбачалося, що ця модель стане конкурентом для Boeing 767 та Boeing 767-400ER.

#### A330-200

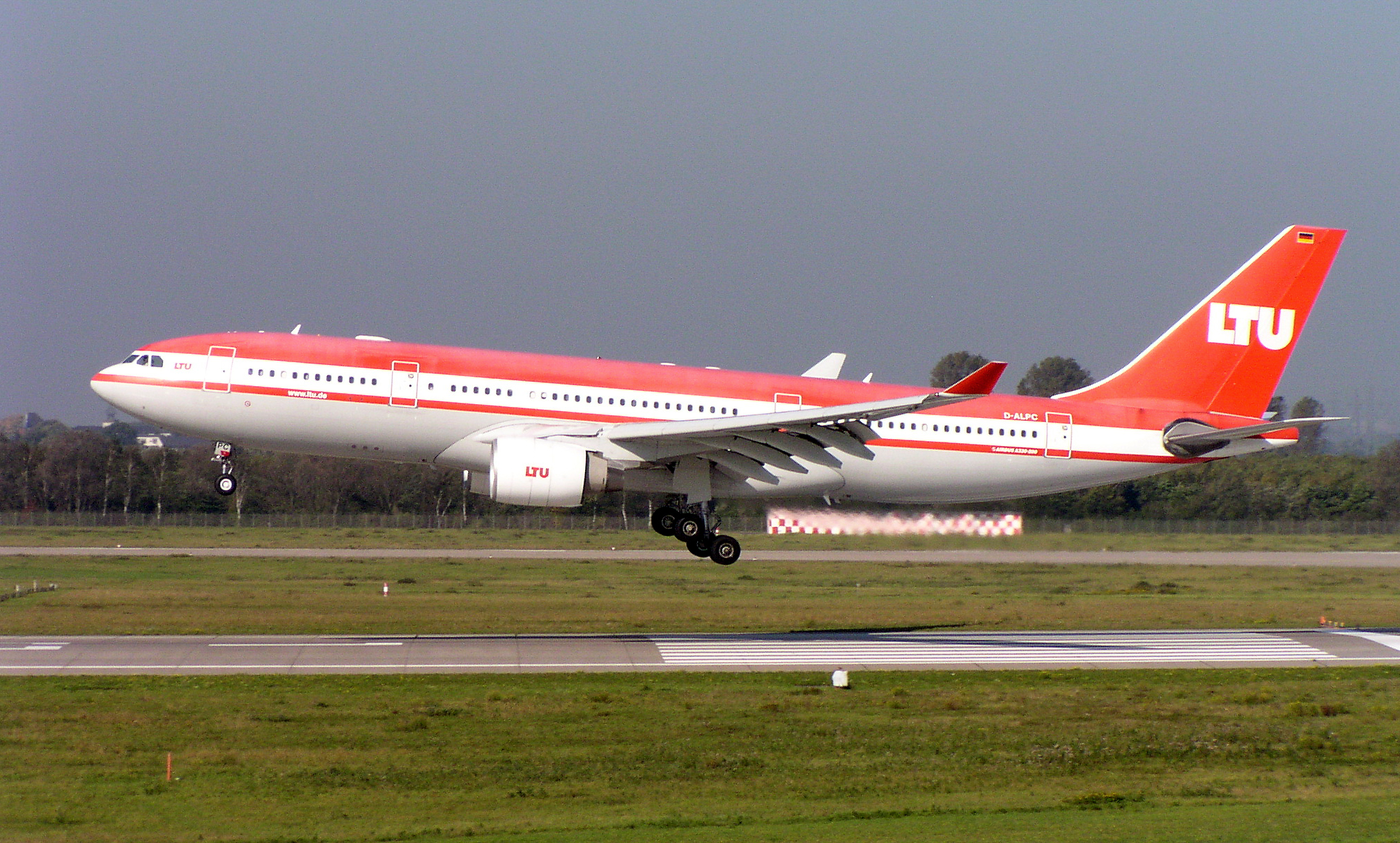
Airbus A330-200 авіакомпанії LTU

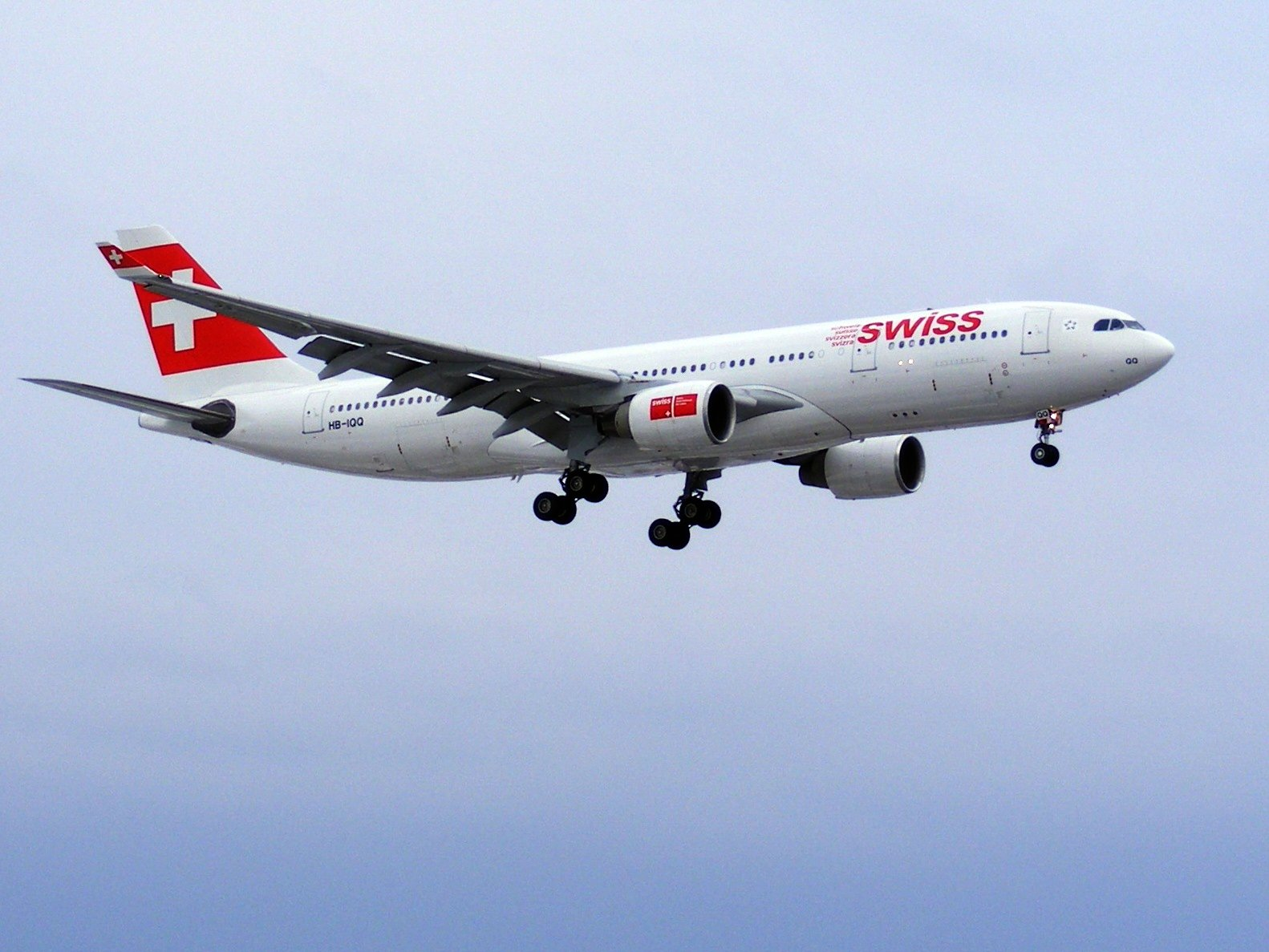
A330-200 авіакомпанії Swiss з двигунами P&W 4000

Модель A330-200 була розроблена для заміни Airbus A300-600R та створеняя реальної конкуренції для Boeing 767. Програма створення A330-200 офіційно стартувала в листопаді 1995 року, перше замовлення з 13 літаків зробила лізингова компанія ILFC в лютому 1996-го. Перший політ відбувся 13 серпня 1997 року, а допуск до експлуатації — в квітні 1998-го.
A330-200 базується на 300-серії літаків Airbus, з практично такими ж крилами та частинами корпусу, який, втім, був укорочений на 10 відсіків (приблизно 6 метрів). A330-200 може підняти на борт 253 пасажирів в трьох класах. З важливих відмінностей від А300 слід зазначити збільшене хвостове оперення та додатковий паливний бак, який дав змогу збільшити дальність польоту до 13 400 км.
A330-200 експлуатується такими авіакомпаніями як Air China, Air France/KLM, Austrian Airlines, China Eastern, China Southern, Emirates Airline, Etihad Airways, Korean Air, Malaysia Airlines, Northwest Airlines, Qantas, Swiss International Air Lines, TAP Air Portugal, Yemenia, Аерофлот, Vietnam Airlines та ін.
У зв'язку з тим, що цей тип літака так добре продавався і практично витіснив з ринку Boeing 767, Боїнг почав розробку нового літака, який повинен був скласти гідну конкуренцію A330-200. Спочатку розробка називалася 7E7, а через деякий час стала відома як Боїнг 787. Перший політ цієї моделі був запланований на 2007 рік, однак Боїнг 787 піднявся в повітря лише 15 грудня 2009 року.

#### A330-200F
Зниження попиту на A300-600F та A310F змусило Airbus запропонувати в 2000–2001 році вантажну версію A330-200. Однак її продажі в цей період розпочаті не були. A330-200F знову з'явився лише на авіасалоні у Фарнборо 2006 року, а остаточне рішення про запуск у виробництво було прийнято в січні 2007 року. Перший A330-200F був виготовлений в Тулузі 20 жовтня 2009 року. Перший політ відбувся 5 листопада 2009 року.
A330-200F є середньорозмірним далекомагістральним вантажним літаком, здатним перевозити вантаж масою 65 тонн на відстань 4000 морських миль (7400 км) або 70 тонн вантажу на відстань до 3200 морських миль (5950км). У літаку застосована нова універсальна система вантаження на верхню палубу, що дає змогу розміщувати як палети, так і контейнери. Можливі кілька варіантів компонування вантажу на верхній палубі, розрахованих на різні ринки та вантажопотоки.
Для компенсації носового крену A330 у наземному положенні передня стійка шасі була перероблена. Використовується стандартна стійка A330-200, однак верхня точка її кріплення зміщена вниз, що потребувало установки в нижній передній частині фюзеляжу блістера, що прикриває стійку в прибраному положенні. Це рішення дало змогу отримати рівну поверхню верхньої палуби. Силова установка складається з двох двигунів Pratt & Whitney PW4000 або Rolls-Royce Trent 700. General Electric не планує пропонувати двигуни для модифікації A330-200F.
Окрім виробництва нових літаків, Airbus запропонував програму конвертації пасажирських A330-200 в вантажні.
Станом на 31 травня 2010 року, Airbus отримав 64 підтверджені замовлення від дев'яти замовників: Aircastle (3), BOC Aviation (5), Etihad Airways (2), Flyington Freighters (12), Intrepid Aviation Group (20), MatlinPatterson (6), Malaysia Airlines (2), MNG Airlines (4), OH, Avion LLC (8) та Turkish Airlines (2). Крім того, ACT Airlines підписала договір про наміри на поставку двох літаків. Перший випущений вантажний A330 був поставлений компанії Etihad Crystal Cargo в серпні 2010 року.
Основними конкурентами нового літака є Boeing 767-300F та 777F, L-1011 Tristar (конверсійна модифікація), а також DC-10F та MD-11F.

#### A330-200HGW

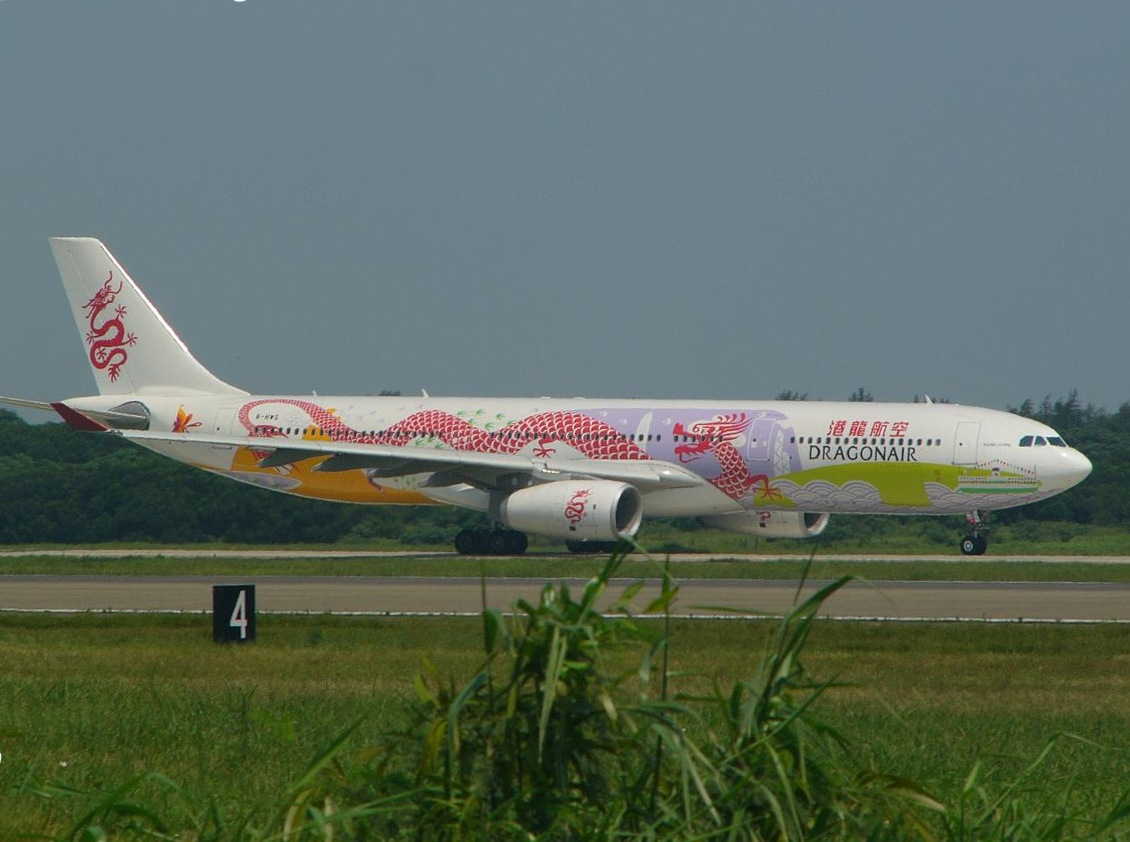
Airbus A330-300 авіакомпанії Dragonair

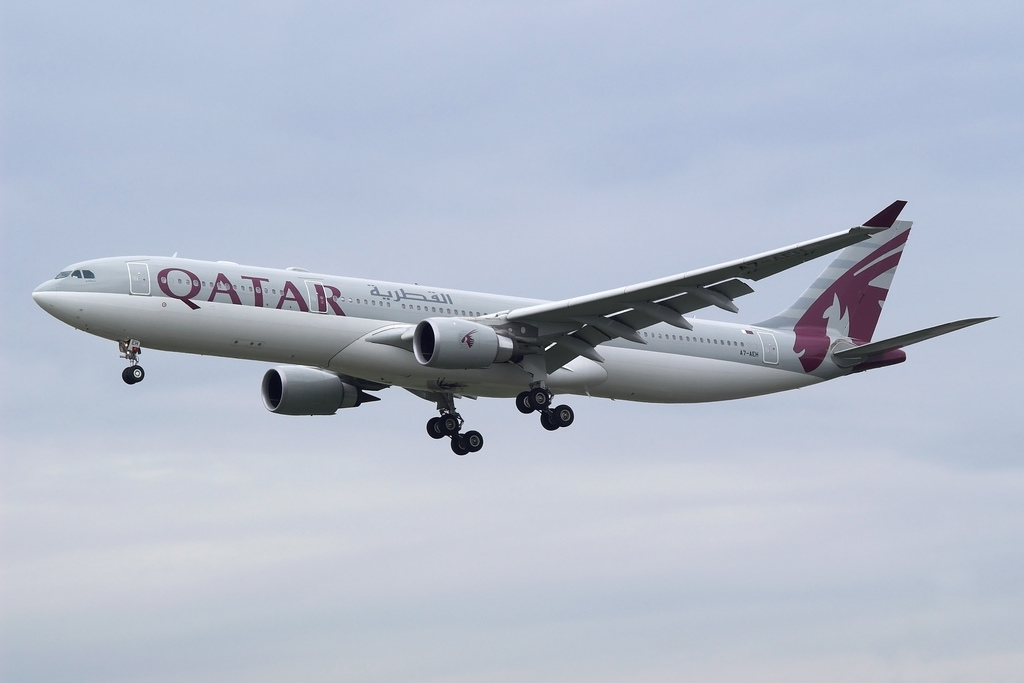
A330-300 авіакомпанії Qatar Airways

2008 року Airbus запропонував версію A330-200 зі збільшеною максимальною злітною масою, що дає змогу моделі більш ефективно конкурувати з Боїнгом 787. Модифікація A330-200HGW отримала збільшену на 5 тонн МВМ, якою авіакомпанії могли розпорядитися або для збільшення дальності на 560 км, або для збільшення корисного навантаження на 3,4 т. Головним замовником модифікації стала авіакомпанія Korean Air, що замовила 27 лютого 2009 року шість A330-200HGW. Постачання літаків почалися 2010 року.

#### A330-300
A330-300 розроблявся як альтернатива та заміна A300. Його фюзеляж базується на A300, але був помітно подовжений. Варіант 300 дає змогу перевозити 295 пасажирів в трьох класах, 335 у двох класах і до 440, якщо літак має лише один клас, на відстань до 10 800 км. Крім цього, літак може взяти на борт багато вантажу — об'єм вантажного відсіку A330 можна порівняти з відсіком Boeing 747. Деякі авіакомпанії використовують ці можливості для транспортування вантажів в нічний час.
У літаку використовуються 2 двигуни General Electric CF6-80E, Pratt & Whitney PW4000 або Rolls-Royce Trent 700. Всі двигуни сертифіковані по ETOPS-180. Перша поставка відбулася в 1993 році.
Також Airbus пропонує покращений (в тому числі з точки зору дальності польоту) варіант A330-300 під позначенням A330-300X.
Прямим конкурентом A330-300 є Boeing 777–200 (ER) та Boeing 787-9.

#### A330 P2F
2012 року Airbus оголосив про запуск спільно з сінгапурською компанією ST Aerospace програми конверсії пасажирських лайнерів у вантажні. Модифікації будуть мати додатковий індекс P2F — passenger-to-freighter, "пасажирський у вантажний ". Першим стане A330-300, а через рік планується запуск версії-200. Роботи будуть проводитися в Дрездені. Авіакомпанія Qatar Airways вже проявила інтерес до проєкту. Початок програми заплановано на 2016 рік.
A330-300P2F буде мати вантажопідйомність 60 тонн і дальність 4000 км, або 61 тонну і 6600 км відповідно для варіантів із збільшеною МВМ. Модифікація A330-200P2F зможе перевозити до 59 тонн вантажу на відстань до 7400 км. Airbus розраховує отримати близько 900 замовлень на конвертовані літаки протягом найближчих 20 років.

### Airbus A330neo

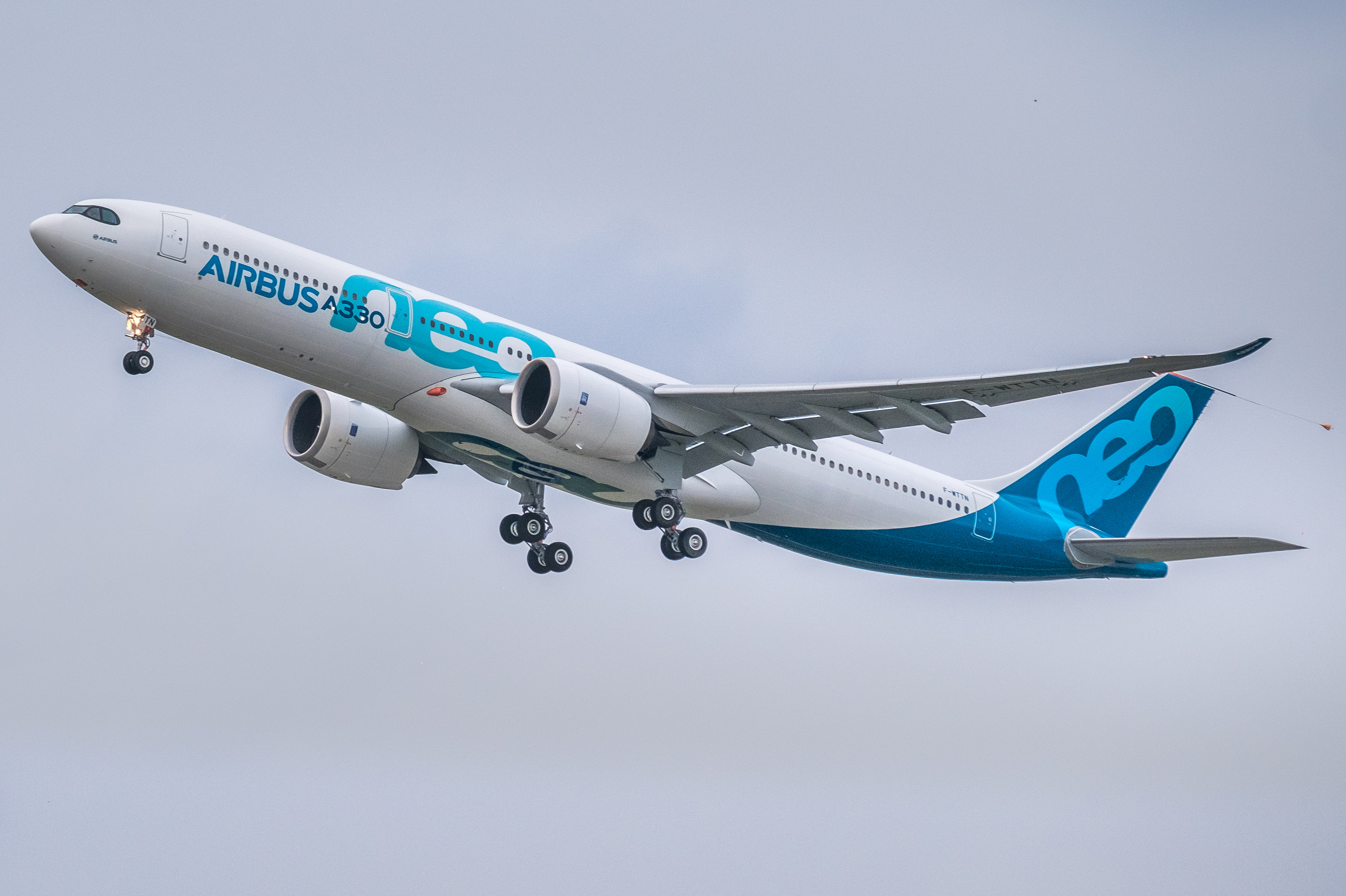
A330neo (перший політ 19 жовтня 2017 року)

Сімейство літаків Airbus A330neo є продовженням лінійки Airbus A330 в рамках нової технології Neo (New Engine Option), що передбачає овновлення  двигунів і впровадження максимальної економії для ефективної експлуатації літаків в авіакомпаніях.

#### Airbus A330-800neo
Модифікація A330-800neo замінить Airbus A330-200. Згідно офіційної концепції Airbus, A330-800neo отримає нові двигуни Rolls-Royce Trent 7000 з тягою 320 kN (72,000 lbf), більший салон (+8 місць), удосконалені аеродинамічні характеристики, а також фірмові закінцівки крила як у моделі A350. Літак зможе перевозити від 257 до 406 пасажирів на відстань до 13 900 км. Ввід лайнера в експлуатацію заплановано на 2018 рік.

#### Airbus A330-900neo
Модель A330-900neo створюється на заміну Airbus A330-300. Лайнер отримає нові двигуни Rolls-Royce Trent 7000 з тягою 320 kN (72,000 lbf), більший салон (+10 додаткових місць), удосконалені аеродинамічні характеристики, а також фірмові закінцівки крила як у моделі A350. Згідно прогнозу від Airbus, нова модифікація буде економічнішою, ніж A330-300, а витрата палива нижче на 14 %, що дозволить авіакомпаніям істотно зекономити на експлуатації лайнера. Airbus A330-900neo зможе взяти на борт від 287 до 440 пасажирів і перевезти їх на відстань до 12 130 км. Ввід лайнера в експлуатацію заплановано на кінець 2017 року.

### Військові

#### A330-200 MRTT/FSTA та KC-30

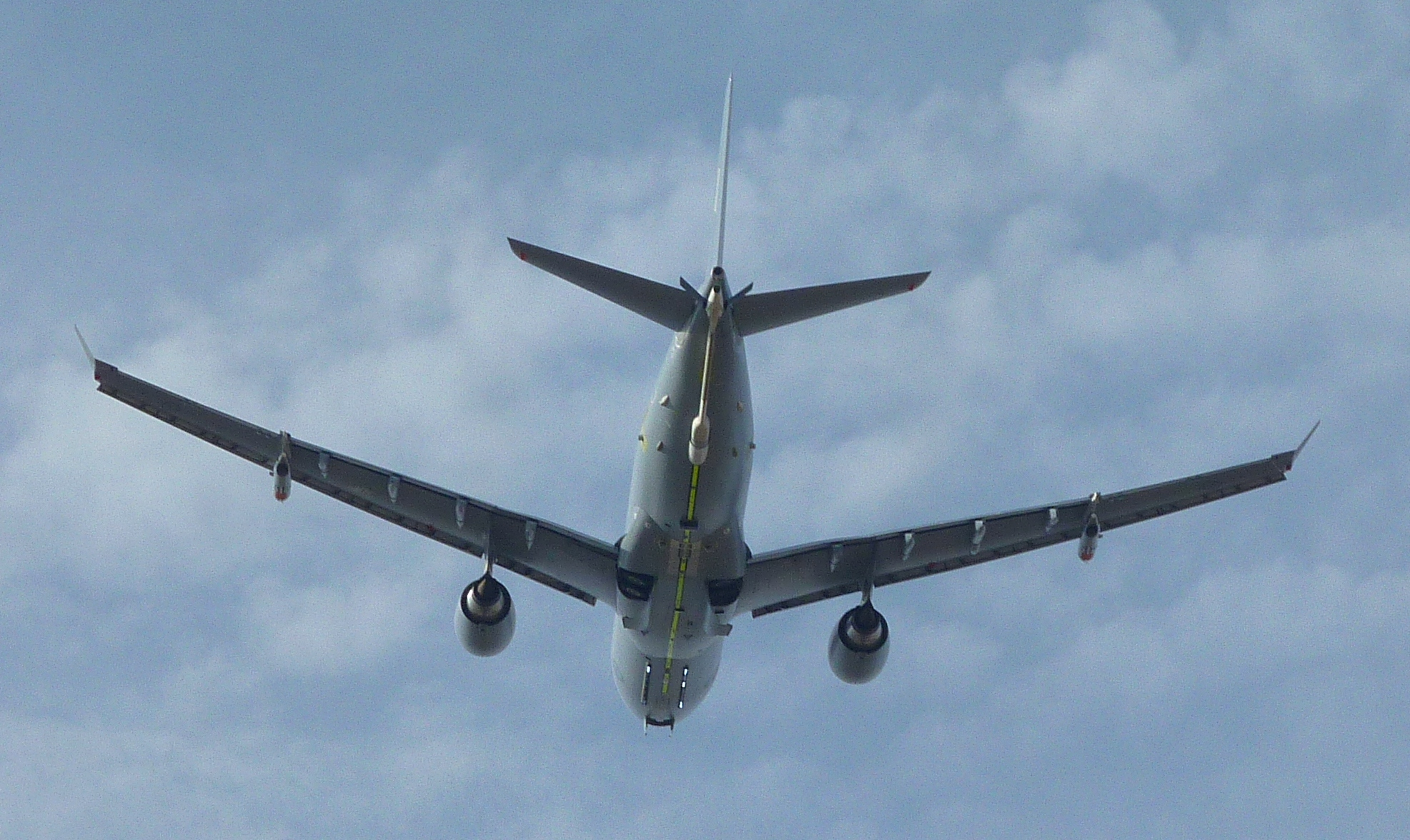
A330-200 MRTT

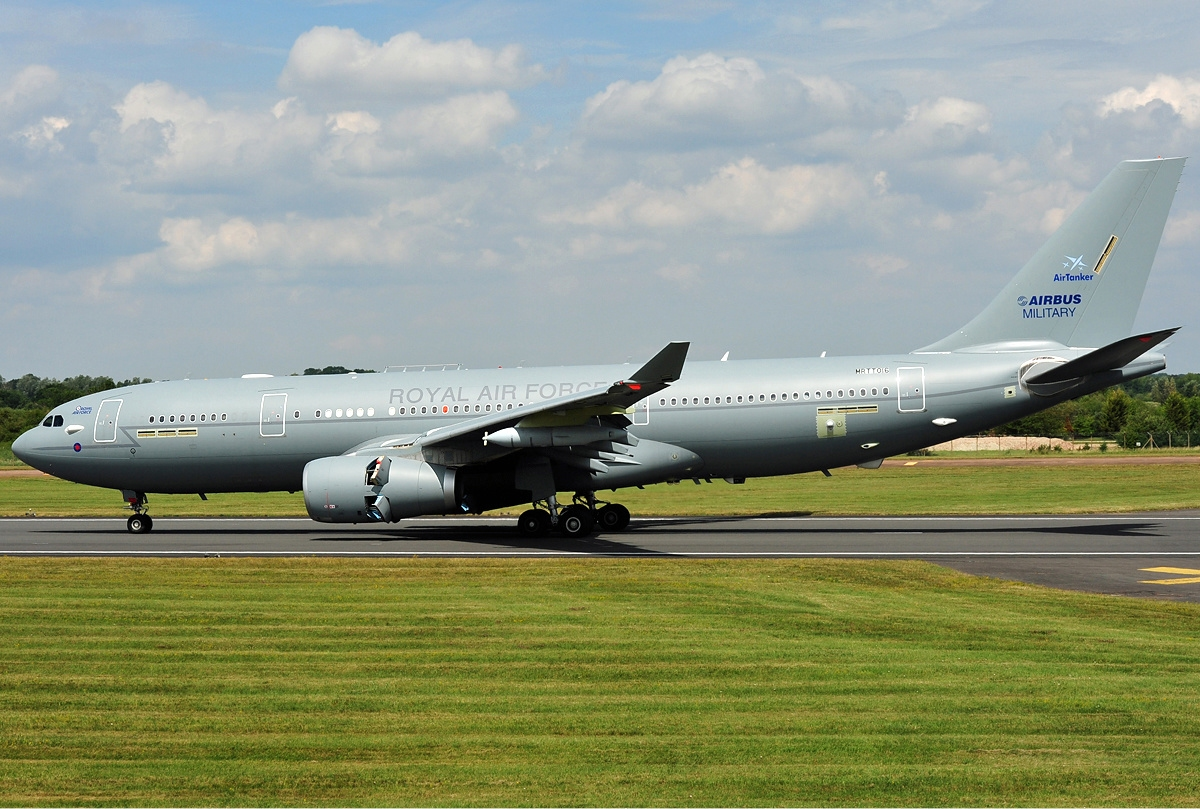
Airbus A330MRTT Британських Королівських ВПС

Airbus підготував дві військові модифікації A330 — MRTT (Multi Role Tanker Transporter — «багатоцільовий транспортний літак-заправник») та FSTA (Future Strategic Tanker Aircraft — «стратегічний літак-заправник майбутнього»). Для участі у конкурсі ВПС США ця модель була позначена як KC-30.
Оскільки Airbus A330 має такі ж крила, що і Airbus A340, цю модель було простіше переобладнати в заправник. У місцях кріплення крайніх двигунів встановили заправні точки для дозаправки літаків у повітрі, що дають змогу проводити заправку до двох літаків одночасно. Під час дозаправки віддається паливо зі штатних або додаткових, встановлених у багажному відділенні баків, тому літак зберіг можливість перевозити пасажирів та вантажі.
Ці властивості дали змогу Airbus перемогти свого конкурента Boeing на конкурсі англійських Військово-повітряних сил. Після цього австралійські ВПС замовили 5, а англійські — 16 таких машин. EADS бореться за велике замовлення для ВПС США. Мова йде про замовлення до 100 таких заправників; EADS пропонує варіант A330-200 з кодовою назвою KC-30.
Без додаткових баків A330-200 MRTT бере на борт 111 тонн гасу, що, наприклад, в два рази більше, ніж у Vickers VC10, який використовується англійськими ВПС.

#### Airbus A330 MRTT
Airbus A330 MRTT (Multi Role Tanker Transport — багатоцільовий транспортний літак-заправник) розробляється спільно з компанією Northrop для ВПС США, щоб замінити літак-заправник KC-135. Після прийняття на озброєння модель повинна отримати найменування EADS/Northrop Grumman KC-45. Автомати для заправки встановлені в крилах на місцях кріплення другої пари двигунів на моделі A340. Передбачається, що літак буде використовуватися як транспортний або заправний, в залежності від бойового завдання. Сукупна вартість контракту оцінюється в $40 млрд. Всього ВПС США мають намір закупити 179 танкерів KC-45.
Останнім часом тендер призупинений у зв'язку зі скандалом, пов'язаним з отриманням відповідальною особою в Комісії з військових асигнувань хабара від компанії Боїнг, яка бере участь у тендері зі своєю моделлю 777.

## Аварії та події
Всього було втрачено 6 літаків типу А330.
| Дата     | Бортовий номер | Місце катастрофи  | Жертви  | Короткий опис |
| -------- | -------------- | ----------------- | ------- | --- |
| 30.06.94 | F-WWKH         | Тулуза            | 7/7     | Симуляція відмови двигунів. Помилка пілотів.                                                                     |
| 15.03.00 | 9M-MKB         | Куала-Лумпур      | 0/266   | Хімічна корозія фюзеляжу при нелегальному перевезенні небезпечного вантажу. Лайнер списаний.                     |
| 24.07.01 | 4R-ALE         | Коломбо           | 0/0     | Знищений в результаті атаки «Тамільських тигрів» на аеропорт                                                     |
| 24.07.01 | 4R-ALF         | Коломбо           | 0/0     | Знищений разом з попереднім літаком                                                                              |
| 01.06.09 | F-GZCP         | Атлантичний океан | 228/228 | За попередньою версією помилкові дії екіпажу при неправильних показах зледенілих датчиків швидкості, звалювання. |
| 12.05.10 | 5A-ONG         | Триполі           | 103/104 | Розбився при заході на посадку в густому тумані                                                                  |

24 серпня 2001 року A330-200 авіакомпанії Air Transat через витік палива здійснив найдовше планування серед реактивних літаків. Ця аварійна ситуація виникла в результаті зносу одного з паливопроводів, що призвів до витоку палива, і невірних дій екіпажу під час польоту. Крім того, виникненню небезпечної ситуації сприяла специфічна система визначення витрати палива на A330 — витрата палива визначалася витратою мастила. Пілоти прийняли повідомлення про витік за комп'ютерний збій, не змогли правильно оцінити ситуацію, що виникла та почали перекачування палива в несправний паливний бак, що призвело до повної втрати палива та зупинки обох двигунів. Наземні служби, до яких пілоти звернулися за консультацією, також не змогли розібратися в несправності. Безмоторний політ тривав вісімнадцять хвилин, протягом яких було пройдено 120 км, до аварійної посадки на авіабазі Лажеш (Азорські острови, Португалія). В результаті події пасажири та лайнер не постраждали. Див. Air Transat Flight 236.
7 жовтня 2008 року А330 авіакомпанії Qantas, бортовий номер VH-QPA, виконував регулярний пасажирський рейс 72, Сінгапур-Перт. На борту перебувало 12 членів екіпажу і 303 пасажири. У польоті на висоті 37,000 футів одна з трьох інерційних систем (air data inertial reference units-ADIRU) почала видавати неправильні значення параметрів польоту іншим літаковим системам. Через 2 хвилини у відповідь на хибний сигнал комп'ютерна система керування польотом (flight control primary computers-FCPC) видала команду на пікірування. Пілот одразу ж потягнув ручку на себе, щоб виправити становище. Вертикальне перевантаження при цьому досягало 0,8g. Ще через 3 хвилини ситуація повторилася, але з меншою амплітудою. Визначити причину відмов на борту не вдалося, і командир вирішив посадити літак у найближчому аеропорту. Решту польоту командир пілотував літак в режимі альтернативного керування (alternate law), орієнтуючись за резервними індикаторами. Подальший політ пройшов без подій, літак здійснив посадку в аеропорту Learmonth. Травми отримали, щонайменше, 9 членів екіпажу та 110 пасажирів.
13 вересня 2011 року A330-300 з бортовим номером VQ-BCW авіакомпанії Владивосток Авіа у аеропорту «Внуково» під час розвороту зачепив лівим крилом щоглу перонного освітлення. Ніхто з 299 пасажирів та членів екіпажу не постраждав.

## Технічні дані
| Опис                 | A330-200                                                                                      | A330-300                                                                                      |
| -------------------- | --------------------------------------------------------------------------------------------- | --------------------------------------------------------------------------------------------- |
| Довжина              | 58,82 м                                                                                       | 63,69 м                                                                                       |
| Розмах крил          | 60,30 м                                                                                       | 60,30 м                                                                                       |
| Висота               | 17,39 м                                                                                       | 16,83 m                                                                                       |
| Діаметр фюзеляжу     | 5,64 м                                                                                        | 5,64 м                                                                                        |
| Ширина кабіни        | 5,28 м                                                                                        | 5,28 м                                                                                        |
| Дальність польоту    | 13.400 км                                                                                     | 10.800 км                                                                                     |
| Швидкість            | M 0.86                                                                                        | M 0.86                                                                                        |
| Макс. висота польоту | 12.500 м                                                                                      | 12.500 м                                                                                      |
| Макс. злітна вага    | 238 т                                                                                         | 233 т                                                                                         |
| Макс. посадкова вага | 182 т                                                                                         | 187 т                                                                                         |
| Місць                | 241                                                                                           | 302                                                                                           |
| Двигуни (2 шт.)      | General Electric CF6-80E1, Pratt & Whitney PW4000 або Rolls-Royce Trent 700 кожний 303–316 кН | General Electric CF6-80E1, Pratt & Whitney PW4000 або Rolls-Royce Trent 700 кожний 303–320 кН |